# Idioma ndwa'ngith
Ndwa'ngith era al parecer una lengua australiana hablada en la Península del Cabo York, en Queensland. No está documentada, ni siquiera tiene listas de palabras registradas.
Sutton (2001) distingue a Ndwa'ngith de las lenguas pama del norte con nombre similar Ndra'ngith, Ndrangith y Ntrwa'ngayth.